# Cimitero dei Martiri della Rivoluzione

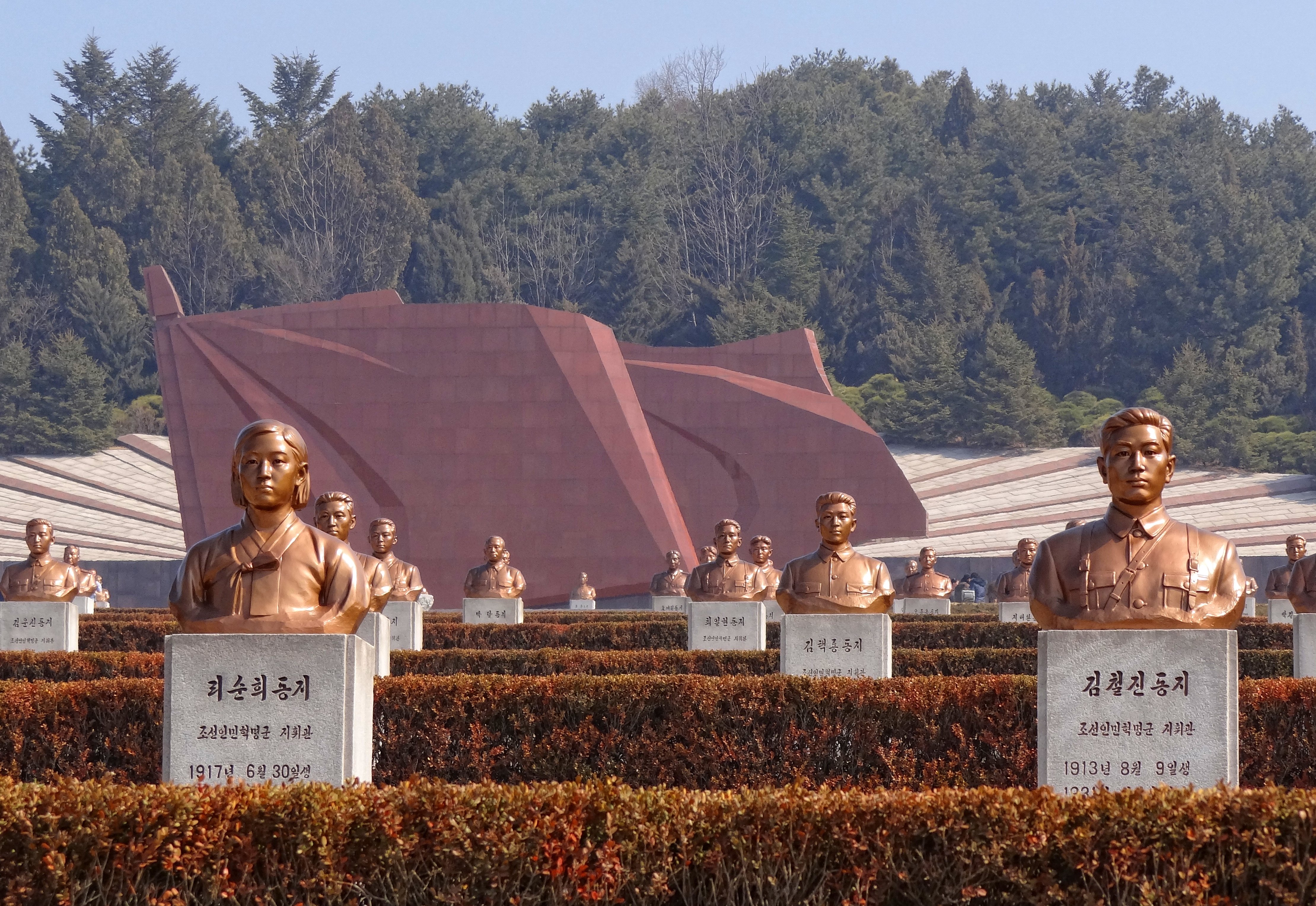
Il cimitero nel 2014

Il Cimitero dei Martiri della Rivoluzione (In coreano: 대성산혁명렬사릉) è un cimitero nordcoreano dedicato a tutti coloro che sono morti per l'ideale del juche, per l'indipendenza coreana o durante la guerra di Corea. È collocato vicino alla cima del monte Taesongsan in uno dei distretti periferici di Pyongyang.

## Descrizione
Il cimitero, con centinaia di tombe, è stato completato nel 1975 e nell'ottobre 1985 è stato ristrutturato e ampliato su ordine di Kim Il-sung. Si estende su una superficie di 30 ettari e l'ingresso è segnato da un cancello monumentale in stile coreano. Ogni tomba è dotata di un busto in bronzo raffigurante la persona ivi sepolta. All'estremità del monumento commemorativo si trova un'enorme bandiera rossa costruita in granito. Fra le persone più importanti sepolte nel cimitero vale la pena ricordare: Kang Pan-sŏk, madre di Kim Il-sung, Kim Jong-suk, prima moglie di quest'ultimo, i politici e i generali Kim Ch'aek e Nam Il, e la politica Ri yong-suk.